# Washington Baliero
Washington Fredy Baliero Silva (Paso de los Toros, Tacuarembó, Uruguay, 10 de diciembre de 1946) es un abogado, político y diplomático uruguayo, quien se desempeñó como subsecretario del Ministerio del Interior en 1989 y como diputado por Tacuarembó en 1989-1990. También fue miembro, vicepresidente y presidente de la Comisión Administradora del Río de la Plata.

## Primeros años
Nació en Paso de los Toros el 10 de diciembre de 1946.
Cursó estudios en la Facultad de Derecho de la Universidad de la República, donde obtuvo el título de abogado en 1972.

## Principales cargos públicos
Actuó como prosecretario de la Comisión Especial creada en el marco de la ley 15.783 para la restitución de funcionarios públicos destituidos durante la dictadura cívico militar.

### Subsecretario del Ministerio del Interior
El 18 de abril de 1989 el presidente Julio María Sanguinetti y el ministro Antonio Marchesano lo designaron como subsecretario del Ministerio del Interior, sucediendo a Raúl Lago.
En julio de 1989, al ser reemplazado Marchesano por Francisco Forteza como ministro del Interior, Baliero fue ratificado como subsecretario.
Ocupó el cargo por un total de seis meses, hasta que en octubre de 1989, al ser sustituido Forteza por Flavio Buscasso, fue sucedido como subsecretario por Roberto Alonso Mora.

### Diputado por Tacuarembó
En las elecciones de 1984 integró la lista 15 en el departamento de Tacuarembó como tercer candidato a diputado,obteniendo el titular Juan José Alejandro una de las dos bancas correspondientes a dicho departamento en la XLII Legislatura (1985-1990).
Alejandro renunció en marzo de 1985 y el escaño fue ocupado por el primer suplente Yamandú Rodríguez durante la mayor parte de la legislatura. Baliero ingresó por primera vez como suplente en marzo de 1989.
En octubre del mismo año Rodríguez renunció y Baliero asumió la titularidad de la banca durante los meses finales de la legislatura.
En las elecciones de 1989 fue nuevamente tercer candidato a diputado por la lista 15,   resultando electo Nereo Lateulade para la XLIII Legislatura (1990-1995). Baliero cumplió algunas suplencias de Lateulade en 1993 y 1994.

### Comisión Administradora del Río de la Plata
En septiembre de 1990 fue designado por el gobierno de Luis Alberto Lacalle para integrar la delegación de Uruguay en la Comisión Administradora del Río de la Plata.Fue confirmado en dicho cargo en marzo de 1993.
En agosto de 1996 el nuevamente presidente Julio María Sanguinetti lo designó vicepresidente de la delegación uruguaya en dicho organismo,cargo en el que fue confirmado en abril de 2001 por el gobierno de Jorge Batlle.
Ocupó la vicepresidencia rotativa de la CARP en los años 1999 y 2001 y fue presidente de la misma en el año 2000.
Cesó como integrante de la CARP en mayo de 2005 una vez asumido el nuevo gobierno de Tabaré Vázquez.

## Otras actividades

### Árbitro en el Mercosur
En el año 2004 fue nombrado para integrar una de las listas de árbitros previstas en el ámbito del Mercosur por el Protocolo de Olivos.
En 2011 fue designado árbitro suplente del Tribunal Permanente de Revisión del mismo Protocolo,cargo que le fue prorrogado en 2013,renovando nuevamente su mandato en 2019.

### Tribunal Administrativo de ALADI
Integró el Tribunal Administrativo de la Asociación Latinoamericana de Integración (ALADI) que presidió entre 1997 y 2000.

### Actividad docente
Fue profesor agregado (grado 4) efectivo de Derecho Internacional Público en la Facultad de Derecho de la Universidad de la República (UDELAR), habiendo sido director del Instituto de Derecho Internacional Público de dicha facultad e integrado diversos comités de maestrías. 
Fue también profesor de Derecho Internacional Público en la Universidad Católica del Uruguay Dámaso Antonio Larrañaga (UCUDAL) en 1992-2010, así como profesor invitado de la Universidad de la Empresa (UDE) en 2006-2007. 
Asimismo integró el Comité Académico de la Cátedra Latinoamericana para la Integración, creada por ALADI y la UDELAR. 
En el ámbito internacional ha sido gestor de la Maestría en Relaciones Internacionales y Derecho Internacional Público de la Universidad Gabriel René Moreno (UAGRM) de Santa Cruz de la Sierra, Bolivia.

## Vida personal
Es hijo de Washington Doroteo Baliero y de Ernestina Nicolasa Silva, casados en marzo de 1946.
Contrajo matrimonio en octubre de 1975 con María Haydée Rodríguez Melitón,con quien tuvo dos hijos Diego Hernán Baliero Rodríguez y Jimena Sol Baliero Rodríguez.